# Rio Albota
O Rio Albota é um rio da Romênia afluente do rio Arpaş, localizado no distrito de Sibiu.